# سيمون مادن
سيمون مادن (بالإنجليزية: Simon Madden)‏ هو لاعب كرة قدم أيرلندي، ولد في 1 مايو 1988 في دبلن في جمهورية أيرلندا. شارك مع منتخب جمهورية أيرلندا تحت 21 سنة لكرة القدم. أما مع النوادي، فقد لعب مع دارلينجتون إف سى وديري سيتي وليدز يونايتد ونادي دوندالك ونادي شامروك روفرز.

## وصلات خارجية
- سيمون مادن على موقع قاعدة بيانات كرة القدم.إي يو (الإنجليزية)
- سيمون مادن على موقع Soccerbase.com (لاعب) (الإنجليزية)
- سيمون مادن على موقع Soccerway.com (الإنجليزية)